# Анич, Владимир
Владимир Анич (хорв. Vladimir Anić, 21 ноября 1930[…], Ужице — 30 ноября 2000, Загреб) — хорватский лингвист и лексикограф. Он является автором Rječnik hrvatskoga jezika (1991), первого современного однотомного словаря хорватского языка.

## Биография
Анич родился в семье известного геолога Драгутина Анича, который в то время служил в Ужице, Сербия. Владимир Анич окончил гимназию в Загребе и получил степень бакалавра по югославским языкам и литературе, а также русскому языку и литературе на философском факультете Загребского университета в 1956 году. 
С 1960 года он перешёл на философский факультет в Задаре. В 1963 году он получил степень доктора философии, защитив диссертацию «Язык Анте Ковачича», которая также была опубликована в Загребе в 1971 году. 
Анич также преподавал в университетах Германии в 1966/1967 годах, Швеции в 1976 году и Словении. 
В 1974 году он вернулся на философский факультет в Загребе. В 1976 году он стал профессором. С 1975 по 1992 год он занимал должность заведующего кафедрой хорватского литературного языка.
С 1974 по 1979 год он был секретарём Международного комитета славистов.
Он умер в Загребе.

## Труды
Анич опубликовал более двухсот статей, исследований и обзоров в таких предметных областях, как синтаксис, фонология, ударение, морфология, лексикография, лексикология, терминология и стилистика. Словарь хорватского языка Владимира Анича был начат в 1972 году и опубликован в декабре 1991 года, через 90 лет после выхода последнего сопоставимого словаря Ивана Броза и Франьо Ивековича. Два расширенные и переработанные издания вышли в 1994 и 1998 годах, а четвёртое издание, дополненное версией на CD-ROM, было опубликовано посмертно в 2003 году. 
Другими крупными работами Анича являются Pravopisni priručnik hrvatskoga jezika (впервые опубликованный как Pravopisni priručnik hrvatskoga ili srpskoga jezika в 1986 году), орфографическое руководство в соавторстве с Йосипом Силичем, и Rječnik stranih riječi (1999), словарь заимствованных слов на хорватском языке, в соавторстве с Иво Гольдштейном.
Как лингвист, Владимир Анич был убеждённым сторонником дескриптивизма; он рассматривал свой словарь как «не книгу лучших слов, а книгу всех слов» и подчёркивал необходимость языкового творчества и свободы как противовеса пуризму.

## Память
Работа Анича стала одной из главных основ для хорватского онлайн-словаря Hrvatski jezični portal в 2006 году. 